# К кабацким соперникам
«К каба́цким сопе́рникам» — условное название стихотворения римского поэта Гая Валерия Катулла, включённого в состав посмертного сборника («Книги Катулла Веронского») под номером 37. 
В нём автор обращается к завсегдатаям какого-то кабака («злачной таверны»), к которым ушла его возлюбленная, и заявляет, что готов «в рот вмазать» всем им — даже если их 100 или 200.
Остаётся неясным, идёт ли речь о кабаке в точном смысле этого слова или Катулл называет так частный дом с определённой репутацией. Возлюбленная, о которой говорит поэт, — это, возможно, Лесбия, но и здесь у исследователей нет полной уверенности.